# 龍光大綬章
龍光章(英語：Order of the Illustrious Dragon、中国語:Lóngguāng zhāng)はかつての満洲国の勲章。1934年3月1日、勅令第一号によって制定され、同年4月19日の法令によって発表された。大綬章の1階級のみからなる。日本の桐花章に相当する。

## 意匠

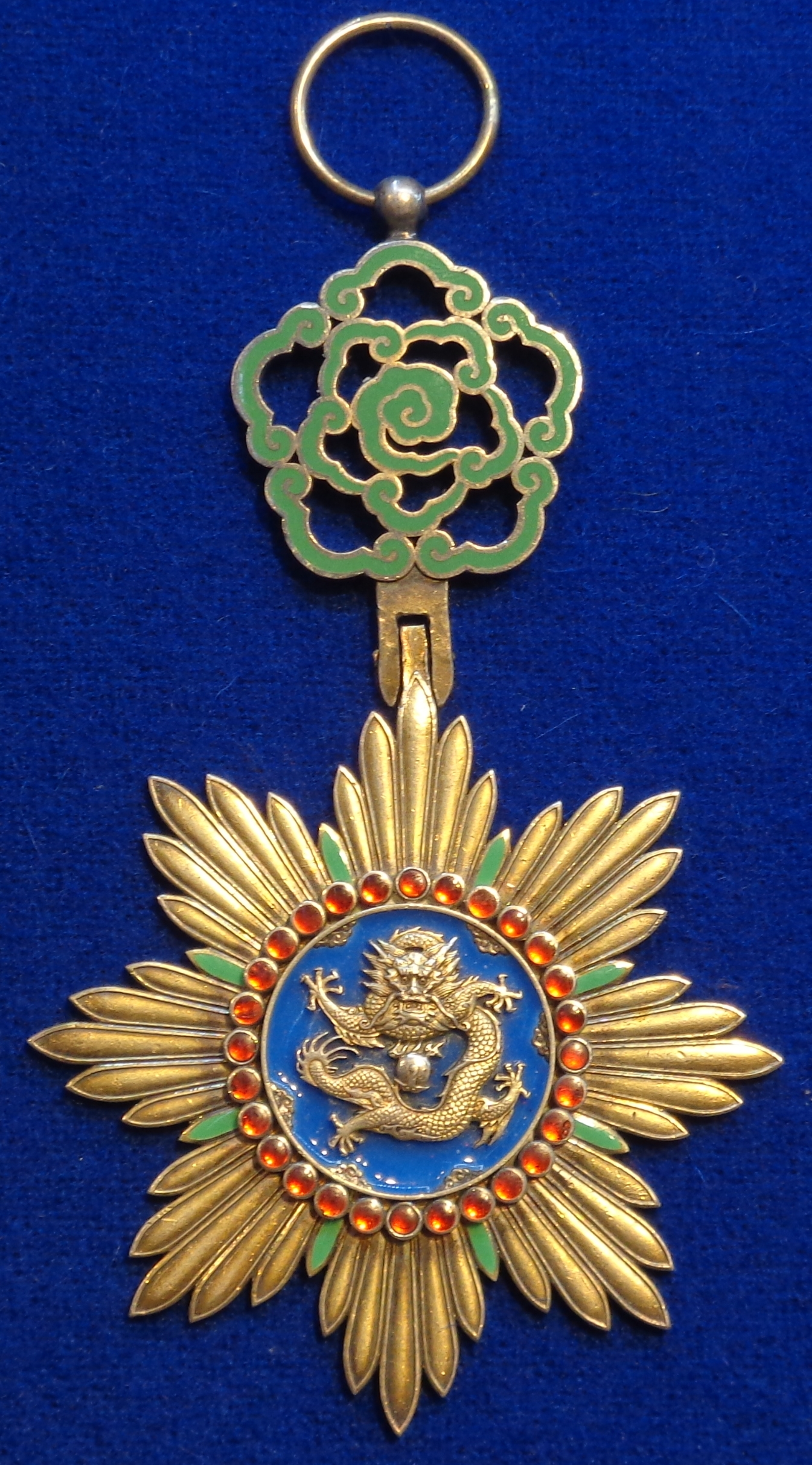
Badge of the Order.

金色のメダルは星の形で、それぞれ5本ずつの滑らかな金色の光線が8束出ている。そしてそれぞれの束の間に緑色のエナメルの短い光線がある。メダルは28個の赤い宝石で囲まれ、中央には金色の雲の切れ端を伴った、様式化された中国の龍が描かれている。龍は皇帝・溥儀を象徴している。勲章のメダルとそれに付随する勲章の星は外観が一致する。緑色のエナメルの透し彫りの吊るし手がある。中心の雲渦と2重の同心円状の五角形からなる様式化された雲を表している。小綬は白で、中央に青い環がある。記章の裏側には「勲功位章」の四文字がある。上部の光線の上の長方形のブラケットを通して、雲を象徴する小さな五角形と螺旋形が内接する透し彫りで溝の入ったライトグリーンのエナメルの中間の環へ繋がる。中間の環の上端には勲章の綬に取り付けるための環が付いた小穴がある。勲章は太陽を象徴する、青地に白い縞模様の綬と胸の記章を着用する。

## 受章者
33回にわたって授与され、ソ連の満洲侵攻後の1945年に中止された。主な受章者を記す。
- マクシミリアーノ・エルナンデス・マルティネス
- 東條英機
- 愛新覚羅溥儀
- 山下奉文[3]
- 梅津美治郎
- 杉山元
- 近衞文麿
- 南次郎